# Völkischer Beobachter
Völkischer Beobachter (niem. „Obserwator Ludowy”) – niemiecka gazeta, od 1920 organ prasowy Narodowosocjalistycznej Niemieckiej Partii Robotników (NSDAP).

## Historia
Pismo powstało w 1901 jako lokalny tygodnik w Monachium i początkowo nosiło tytuł Münchner Beobachter („obserwator monachijski”). W czerwcu 1918, po śmierci dotychczasowego właściciela – Franza Ehera, wdowa po nim sprzedała pismo za 5 tysięcy marek Rudolfowi von Sebottendorfowi i tygodnik przeszedł na własność Towarzystwa Thule. W sierpniu 1919 pismo zostało przemianowane na Völkischer Beobachter, a we wrześniu tego roku wydawnictwo Franz Eher i spadkobiercy zostało przekształcone w spółkę z o.o. Od 1920 tygodnik związany był z ruchem narodowosocjalistycznym, a w 1921 Adolf Hitler formalnie stał się jego właścicielem, płacąc za tytuł 100 tys. marek. Pierwszym redaktorem naczelnym został Dietrich Eckart.
Jako organ NSDAP pismo nosiło podtytuł Organ bojowy narodowosocjalistycznego Ruchu Wielkich Niemiec (niem. Kampfblatt der nationalsozialistischen Bewegung Großdeutschlands). Völkischer Beobachter początkowo miał charakter tygodnika, a od 8 lutego 1923 ukazywał się codziennie. Po puczu monachijskim (8–9 listopada 1923) przestał się ukazywać. Wznowienie tytułu nastąpiło w 1925, po wyjściu Hitlera na wolność z więzienia.
Druk odbywał się w wydawnictwach Franz-Eher-Verlag i Münchner Buchgewerbehaus M. Müller & Sohn. Völkischer Beobachter stał się symbolem narodowosocjalistycznej propagandy. Druk gazety trwał do końca kwietnia 1945, ostatni numer nosił datę 30 kwietnia.
Nakład:
ok. 1921 – 8 tys. egzemplarzy
1923 – 25 tys. egzemplarzy
1931 – 120 tys. egzemplarzy
1944 – 1,7 mln egzemplarzy
Od lipca 1926 NSDAP wydawała także Illustrierter Beobachter, w którym Hitler w latach 1928–1930 pisał regularnie w rubryce Polityka tygodnia.